# 海禅寺 (青梅市)
海禅寺（かいぜんじ）は、東京都青梅市にある曹洞宗の寺院。

## 歴史
寛正年間（1460年 - 1466年）、一州正伊によって開山された。
その後、第5世住職太古禅梁の代（戦国時代後期）に辛垣城城主三田綱秀の帰依を受け、三田氏の菩提寺になった。しかし後北条氏によって辛垣城は落城、綱秀は落ち延びたものの、まもなく自害した。現在も綱秀を始め三田一族の墓がある。

## 文化財
- 海禅寺境域（東京都指定史跡 昭和60年3月18日指定）[2]
- 禅師号宣下勅書（青梅市有形文化財 昭和39年11月3日指定）[3]
- 勅願所綸旨（青梅市有形文化財 昭和39年11月3日指定）[3]

## 交通アクセス
- 二俣尾駅より徒歩3分。